# Гуревич, Давид Савельевич
Давид Савельевич Гуревич, варианты отчества Шевелевич или Самойлович, (1 июня 1899 — 25 декабря 1937)  — советский партийный и комсомольский деятель. Член Всеукраинского Центрального Исполнительного Комитета 5-го состава (1921). 

## Биография

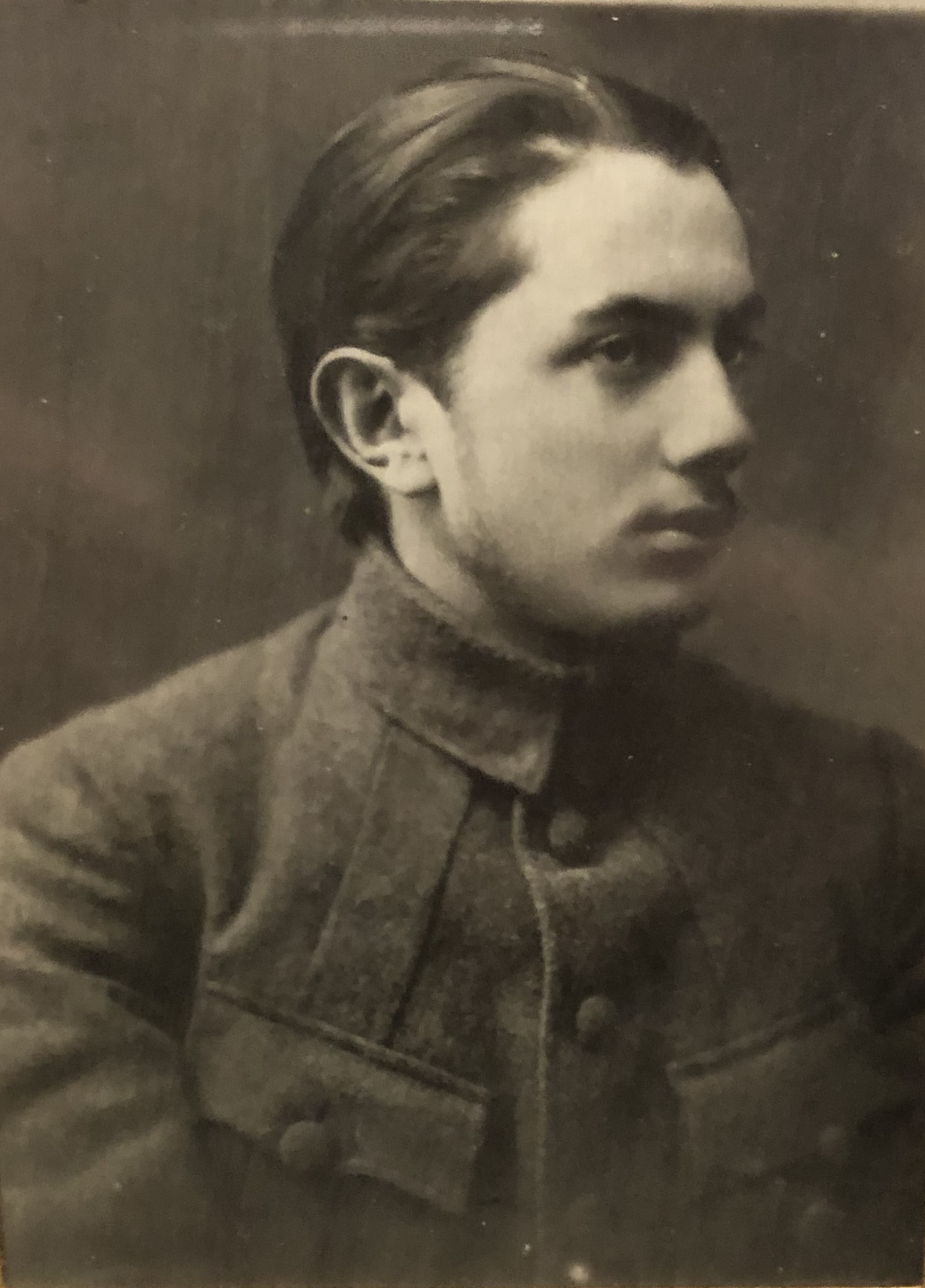
Давид Гуревич ученик Рогачевского реального училища, ок. 1916 г.

Родился в семье еврейского лесопромышленника в городе Рогачёв Могилёвской губернии (ныне в Гомельской области Республики Беларусь). В 1916 году окончил семь классов реального училища в городе Рогачеве. В 1917 году окончил первый курс Харьковского ветеринарного института.
Член РСДРП(б) с марта 1917 года. В апреле — августе 1917 года — секретарь и председатель Рогачёвского городского комитета РСДРП(б). В августе — декабре 1917 года — инструктор-агитатор Рогожско-Симоновского районного комитета РСДРП(б) города Москвы. В 1917 году учился на первом курсе медицинского факультета Московского университета.
В январе — ноябре 1918 — заместитель председателя Могилёвского губернского исполнительного комитета, председатель Могилёвского губернского комитета РКП(б). 8 июля после его выступления на заседании губисполкома с докладом о том, что налаживание работы аппарата ЧК продвигается медленно, "для укрепления" был назначен председателем губернской Чрезвычайной комиссии по борьбе с контрреволюцией и саботажем, занимал эту должность до 8 августа 1918. С июля 1918 по 26 октября 1918 года председатель исполнительного комитета Могилёвского губернского совета, с октября 1918 г. член Могилёвского губернского революционного комитета.
10-12 декабря 1918 года вместе с Д. З. Мануильским, М. И. Чижиковым (от РККА), Володько (от Полесского ревкома) и С. Т. Хавкиным участвовал в переговорах на станции Уза Полесской железной дороги  с представителями немецких войск об оставлении ими Гомеля. 18 декабря был вместе с Мануильским и Хавкиным арестован немецкими войсками во время митинга в Гомеле, но вечером того же дня был отпущен при условии, что немедленно вернется в Могилёв.
В ноябре 1918 — августе 1919 года — в РККА: уполномоченный РВС Западного фронта, 16-й и 12-й армий, комиссар 8-й дивизии. В августе — ноябре 1919 года — на нелегальной работе в большевистском подполье, политзаключенный в Киеве. В ноябре — декабре 1919 года — член бюро Гомельского губернского комитета РКП(б).
С 1920 года работал на партийной и комсомольской работе в Украине. В январе — июле 1920 года — заведующий Екатеринославским губернским отделом здравоохранения, секретарь Екатеринославского губернского комитета КП(б)У. В июле — октябре 1920 года — заместитель начальника политической секции тыла Юго-Западного фронта по армии 13-й армии.
В ноябре 1920 — марте 1922 года — заведующий организационным отделом, председатель и ответственный секретарь Александровского (Запорожского) губернского комитета КП(б)У. В 1922 году он неоднократно информировал руководство республики о катастрофическом положении, связанном с голодом 1921-1922 годов в Запорожье.
В марте 1922 — июне 1923 года — ответственный инструктор ЦК КП(б)У. В те годы было введено в практику включение ответственных работников КП(б)У в руководящие органы комсомола. Тогда же Гуревич был кооптирован в состав ЦК КСМУ.
Уже с 1923 года Политбюро и Оргбюро ЦК КП(б)У начали непосредственно вмешиваться в деятельность ЦК КСМУ и даже заменять по своему усмотрению его состав. В июне 1923 года по решению Политбюро ЦК КП(б)У были смещены с должностей все члены бюро ЦК КСМУ, а его секретарём назначен Давид Гуревич.
Объясняя мотивы этого решения руководству РКП(б), секретарь ЦК КП(б)У Э. И. Квиринг в письме от 21 июня 1923 года писал «в последние месяцы положение в бюро ЦК ЛКСМУ чрезвычайно обострилось и в бюро с большой резкостью оказалось две группировки… мы были вынуждены прибегнуть к устранению всего состава Бюро и наметить новый состав… Выдвинутый нами т. Гуревич достаточно ответственный партийный работник, бывший секретарь губкома и инструктор ЦК партии».
В июне 1923 — апреле 1924 года — ответственный секретарь ЦК ЛКСМУ в городе Харькове. Впоследствии из-за трений между украинским и союзным комсомольским руководством былоснова изменено руководство КСМУ. В результате украинский комсомол в апреле 1924 года возглавил человек из Москвы Д. Д. Павлов, а Давид Гуревич был смещён с поста лидера КСМУ.
В апреле 1924 — марте 1925 года — заведующий организационно-инструкторским отделом Одесского губернского комитета КП(б)У. В марте — ноябре 1925 года — заместитель заведующего организационно-инструкторским отделом ЦК КП(б)У.
В ноябре 1925 — октябре 1927 года — заместитель заведующего организационным отделом Уральского областного комитета ВКП(б), секретарь 1-го городского районного комитета ВКП(б) города Свердловска, заведующий организационным отделом Свердловского окружного комитета ВКП(б). В октябре 1927 — сентябре 1929 года — заместитель заведующего организационно-распределительным подотделом ЦК ВКП(б) в Москве.
В сентябре 1929 — сентябре 1930 года — ответственный секретарь Пензенского окружного комитета ВКП(б). Согласно постановлению СВ КИК от 25.07.1930 «Об организации «троек» по ликвидации округов» включён в состав  «тройки» по ликвидации Пензенского округа СВК вместе с председателем исполкома Пензенского окружного Совета Е. А. Кравцовым и 1-м заместителем председателя Средне-Волжского краевого исполкома Г. Т. Полбицыным.
26 июня—13 июля 1930 года делегат XVI съезда ВКП(б) с решающим голосом от Пензенской парторганизации.
В сентябре 1930 — ноябре 1933 года — заведующий организационным отделом, 3-й секретарь Средневолжского краевого комитета ВКП(б) в городе Самаре.
30 января — 4 февраля 1932 года делегат XVII-й конференции ВКП(б) с решающим голосом от Средне-Волжской парторганизации.
В ноябре 1933 — июле 1934 года — 2-й секретарь Северного областного комитета ВКП(б) Азово-Черноморского края в городе Миллерово.
26 января—10 февраля 1934 года делегат XVII съезда ВКП(б) с решающим голосом от Азово-Черноморской парторганизации.
В июле 1934 — августе 1936 года  заместитель заведующего сельскохозяйственным отделом ЦК ВКП(б) в Москве. В августе 1936 — сентябре 1937 года — заместитель заведующего Планово-финансово-торговым отделом ЦК ВКП(б).
До ареста 15 сентября 1937 года проживал в Москве по адресу: Хохловский переулок, дом. 13а, кв. 3.
25 декабря 1937 г. был расстрелян по решению Военной коллегии Верховного суда СССР, который обвинил его во вредительстве в сельском хозяйстве и участии в антисоветской террористической организации правых. Захоронен в могиле №1 "для не востребованных прахов" на Донском кладбище в Москве.
Реабилитирован 17 марта 1956 года ВК ВC СССР.

## Семья

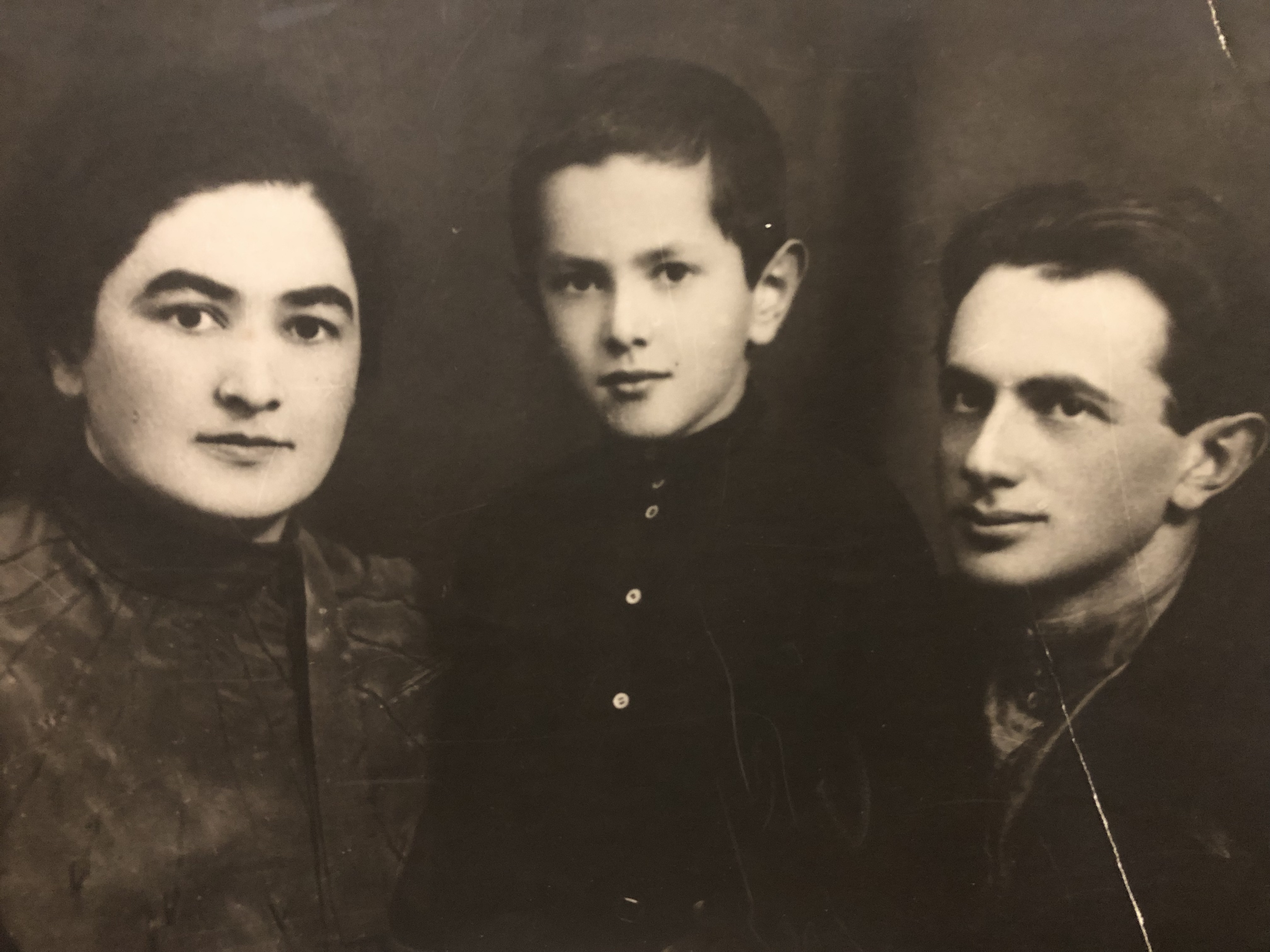
Д. С. Гуревич и его семья: Любовь Владимировна и сын Яков.

- Жена — Любовь Владимировна Гуревич, урождённая ? (1900—1966), арестована как ЧСИР, 9 февраля 1938 года[19] приговорена ОСО при НКВД СССР к 8 годам ИТЛ. Срок отбывала в Темлаге, Сегежлаге (с 02.10.1939 по 01.08.1941) и  в Карлаге[20]
  - Сын — Яков Давыдович Гуревич (22 июля 1921—1998), призван на военную службу в августе 1941-го, получив направление в Подольское артиллерийское училище. Вместе с сорока другими курсантами принял участие в боях под Москвой. После этого в течение 5 месяцев учился в Бухаре, куда было эвакуировано училище. Получив звание лейтенанта, командовал взводом, позднее дивизионом  под Сталинградом. В боях у тракторного завода пулемётной очередью Якову Гуревичу перебило руку и ногу. После госпиталя командир бронетанковой разведки на Центральном фронте. После очередного ранения  освобождал Белоруссию, воюя на 1-м Белорусском фронте. Снова ранен во время боев в Польше. После этого воевал в составе 2-го Белорусского фронте. На территории Восточной Пруссии был ранен в пятый раз. Вышел из госпиталя за три дня до окончания войны[21]. Награждён многими орденами и медалями. В том числе 7 июля 1944 года командир взвода управления 62-го истребительно-противотанкового дивизиона 55-й гвардейской стрелковой дивизии лейтенант Я. Д. Гуревич награждён орденом Красной звезды[22], а 31 октября 1944 — орденом Отечественной войны 2-й степени[23]. В 1947 году поступил на вечернее отделение биолого-почвенного факультета МГУ. Практически до конца жизни работал старшим лаборантом в лаборатории орнитологии кафедры зоологии позвоночных Биологического факультета МГУ[21].